# ランカ・タミル連邦党
ランカ・タミル連邦党（ランカ・タミルれんぽうとう, タミル語: இலங்கைத் தமிழரசுக் கட்சி, シンハラ語: ඉලංගෙයි තමිළ් අරසු කච්චි, 略称：ITAK）は、スリランカ・タミル民族主義を掲げるスリランカの政党。1949年に全セイロン・タミル会議（ACTC）から分離する形で設立され、その後1972年に再びACTCと合併してタミル統一戦線（後のタミル統一解放戦線、TULF）を結成した。その後はTULFの一部として活動していたが、2004年にTULFと分離し再び独立した政党として活動を再開した。

## 沿革

### 連邦党
1949年、S・J・V・チェルヴァナヤカム、C・ヴァニアシンガム、E・M・V・ナガナタンという3名のセイロン・タミルによって結成された。彼らは所属していた全セイロン・タミル会議（ACTC）が統一国民党との連立政権に参加するという決定に反発し、自分たちで新しい政党を立ち上げた。この政党はかつて英語で連邦党（FP）と呼称されていた。
その後ソロモン・バンダラナイケ率いるスリランカ自由党が政権を担い、シンハラ民族主義が強まるにつれ、スリランカ・タミルの声は連邦党に集約されるようになっていった。国内の民族間・政党間の対立が強まった結果、少数民族の代表政党だった3政党（FP、ACTC、CWC）によりタミル統一戦線（TUF）が1972年に結成された。その後同政党は1976年に名称をタミル統一解放戦線（TULF）に変更し、タミル人による独立国家「タミル・イーラム」の樹立を主張するようになる。
その後1977年総選挙ではタミル民族主義政党として首位に立ち、北部・頭部を中心に18議席を獲得した。その後タミル民族主義が暴力化し、内戦が勃発して以降もTULFはあくまで穏健派の中心だった。しかし、結果としてシンハラ、タミル双方の過激派の標的となり、数多くの指導者が暗殺された。

### タミル国民連合
2001年、タミル統一解放戦線（TULF）は他の穏健派タミル人政党らと共にタミル国民連合（TNA）を結成し、同年実施された総選挙で15議席を獲得した。その後TNAはよりタミル・タイガー寄りの主張をし、タミル・タイガーこそがスリランカ・タミルを代表する唯一の組織であると見なすようになった。しかしTULF内にはV・アナンダサンガレをはじめとするタミル・タイガーに反発する政治家もいたため、この主張によりTULFが分裂することとなった。その結果、TULF党首のアナンダサンガレは2004年選挙においてTNAがTULFの名称を使用することを禁じた。そしてTNAの議員たちがランカ・タミル連邦党（ITAK）の名称を使用することを望み、これ以降TNAはITAKのシンボルを使って選挙戦を戦うこととなった。

## 選挙結果

### 議会選挙
| 年        | 獲得議席 | 増減 | 結果 |
| --------- | -------- | ---- | ---- |
| 1952年    | 2 / 95   | 0    | 野党 |
| 1956年    | 10 / 95  | 8    | 野党 |
| 1960年3月 | 15 / 151 | 5    | 野党 |
| 1960年7月 | 16 / 151 | 1    | 野党 |
| 1965年    | 14 / 151 | 2    | 野党 |
| 1970年    | 13 / 151 | 1    | 野党 |
| 1977年    | 18 / 168 | 5    | 野党 |
| 1989年    | 10 / 225 | 8    | 野党 |
| 1994年    | 5 / 225  | 5    | 野党 |
| 2000年    | 5 / 225  | 0    | 野党 |
| 2001年    | 15 / 225 | 10   | 野党 |
| 2004年    | 22 / 225 | 7    | 野党 |
| 2010年    | 14 / 225 | 8    | 野党 |